# Rally di Sardegna 2019
Il Rally di Sardegna 2019, ufficialmente denominato 16º Rally Italia Sardegna, è stata l'ottava prova del campionato del mondo rally 2019 nonché la sedicesima edizione del Rally di Sardegna (dal 2004 valido anche come Rally d'Italia) e la quindicesima con valenza mondiale. La manifestazione si è svolta dal 13 al 16 giugno sugli insidiosi sterrati che attraversano i territori centro-occidentali della provincia di Sassari, nel nord dell'isola, e il parco assistenza per i concorrenti venne allestito nel porto di Alghero.
L'evento è stato vinto dallo spagnolo Dani Sordo, navigato dal connazionale Carlos del Barrio, al volante di una Hyundai i20 Coupe WRC della squadra Hyundai Shell Mobis WRT, alla loro seconda vittoria in carriera dopo il successo ottenuto al rally di Germania 2013, davanti alla coppia finlandese formata da Teemu Suninen e Jarmo Lehtinen, su Ford Fiesta WRC della scuderia M-Sport Ford WRT, con Suninen al suo miglior risultato in carriera e Lehtinen (storico ex copilota di Mikko Hirvonen) al ritorno nella massima categoria dopo il ritiro al termine del 2014; al terzo posto si è piazzato l'equipaggio norvegese composto da Andreas Mikkelsen e Anders Jæger, compagni di squadra dei vincitori.
I finlandesi Kalle Rovanperä e Jonne Halttunen, su Škoda Fabia R5 Evo della squadra Škoda Motorsport, hanno invece conquistato la terza vittoria consecutiva nella categoria WRC-2 Pro, mentre i francesi Pierre-Louis Loubet e Vincent Landais hanno vinto la classe WRC-2, ripetendo il risultato ottenuto in Portogallo, alla guida di una Škoda Fabia R5. In Sardegna si disputava anche la terza tappa del campionato Junior WRC, che ha visto vincere la coppia spagnola composta da Jan Solans e Mauro Barreiro su Ford Fiesta R2.

## Risultati

### Classifica
| Pos.       | Nº       | Pilota                  | Co-pilota            | Auto                   | Squadra                  | Classe          | Tempo     | Distacco   | Punti    |
| Generale   | Generale | Generale                | Generale             | Generale               | Generale                 | Generale        | Generale  | Generale   | Generale |
| ---------- | -------- | ----------------------- | -------------------- | ---------------------- | ------------------------ | --------------- | --------- | ---------- | -------- |
| 1.         | 6        | Dani Sordo              | Carlos del Barrio    | Hyundai i20 Coupe WRC  | Hyundai Shell Mobis WRT  | WRC             | 3h32'27"2 |            | 25       |
| 2.         | 3        | Teemu Suninen           | Jarmo Lehtinen       | Ford Fiesta WRC        | M-Sport Ford WRT         | WRC             | 3h32'40"9 | +13"7      | 18       |
| 3.         | 89       | Andreas Mikkelsen       | Anders Jæger         | Hyundai i20 Coupe WRC  | Hyundai Shell Mobis WRT  | WRC             | 3h32'59"8 | +32"6      | 20       |
| 4.         | 33       | Elfyn Evans             | Scott Martin         | Ford Fiesta WRC        | M-Sport Ford WRT         | WRC             | 3h33'00"7 | +33"5      | 13       |
| 5.         | 8        | Ott Tänak               | Martin Järveoja      | Toyota Yaris WRC       | Toyota Gazoo Racing WRT  | WRC             | 3h33'57"3 | +1'30"1    | 10       |
| 6.         | 11       | Thierry Neuville        | Nicolas Gilsoul      | Hyundai i20 Coupe WRC  | Hyundai Shell Mobis WRT  | WRC             | 3h34'43"9 | +2'16"7    | 11       |
| 7.         | 4        | Esapekka Lappi          | Janne Ferm           | Citroën C3 WRC         | Citroën Total WRT        | WRC             | 3h35'26"8 | +2'59"6    | 6        |
| 8.         | 5        | Kris Meeke              | Sebastian Marshall   | Toyota Yaris WRC       | Toyota Gazoo Racing WRT  | WRC             | 3h37'07"3 | +4'40"1    | 4        |
| 9.         | 22       | Kalle Rovanperä         | Jonne Halttunen      | Škoda Fabia R5 Evo     | Škoda Motorsport         | RC2 / WRC-2 Pro | 3h40'51"8 | +8'24"6    | 2        |
| 10.        | 23       | Jan Kopecký             | Pavel Dresler        | Škoda Fabia R5 Evo     | Škoda Motorsport         | RC2 / WRC-2 Pro | 3h41'16"4 | +8'49"2    | 1        |
| ...        | ...      | ...                     | ...                  | ...                    | ...                      | ...             | ...       | ...        | ...      |
| 19.        | 10       | Jari-Matti Latvala      | Miikka Anttila       | Toyota Yaris WRC       | Toyota Gazoo Racing WRT  | WRC             | 3h53'03"2 | +20'36"0   | 2        |
| 41.        | 1        | Sébastien Ogier         | Julien Ingrassia     | Citroën C3 WRC         | Citroën Total WRT        | WRC             | 4h55'25"7 | +1h22'58"5 | 4        |
| WRC-2 Pro  |          |                         |                      |                        |                          |                 |           |            |          |
| 1. (9.)    | 22       | Kalle Rovanperä         | Jonne Halttunen      | Škoda Fabia R5 Evo     | Škoda Motorsport         | RC2 / WRC-2 Pro | 3h40'51"8 |            | 25       |
| 2. (10.)   | 23       | Jan Kopecký             | Pavel Dresler        | Škoda Fabia R5 Evo     | Škoda Motorsport         | RC2 / WRC-2 Pro | 3h41'16"4 | +24"6      | 18       |
| 3. (18.)   | 21       | Mads Østberg            | Torstein Eriksen     | Citroën C3 R5          | Citroën Total            | RC2 / WRC-2 Pro | 3h49'50"4 | +8'58"6    | 15       |
| 4. (42.)   | 24       | Gus Greensmith          | Elliott Edmondson    | Ford Fiesta R5         | M-Sport Ford WRT         | RC2 / WRC-2 Pro | 4h58'02"8 | +1h17'11"0 | 12       |
| WRC-2      |          |                         |                      |                        |                          |                 |           |            |          |
| 1. (11.)   | 49       | Pierre-Louis Loubet     | Vincent Landais      | Škoda Fabia R5         | -                        | RC2 / WRC-2     | 3h43'40"2 |            | 25       |
| 2. (12.)   | 46       | Kajetan Kajetanowicz    | Maciej Szczepaniak   | Škoda Fabia R5         | -                        | RC2 / WRC-2     | 3h44'21"9 | +41"7      | 18       |
| 3. (13.)   | 50       | Simone Tempestini       | Sergiu Itu           | Hyundai i20 R5         | -                        | RC2 / WRC-2     | 3h44'34"8 | +54"6      | 15       |
| 4. (14.)   | 45       | Marco Bulacia Wilkinson | Fabian Cretu         | Škoda Fabia R5         | -                        | RC2 / WRC-2     | 3h44'53"7 | +1'13"5    | 12       |
| 5. (20.)   | 42       | Ole Christian Veiby     | Jonas Andersson      | Volkswagen Polo GTI R5 | -                        | RC2 / WRC-2     | 3h56'01"9 | +12'21"7   | 10       |
| 6. (34.)   | 48       | Guillaume de Mevius     | Martijn Wydaeghe     | Citroën C3 R5          | -                        | RC2 / WRC-2     | 4h27'40"3 | +44'00"1   | 8        |
| 7. (37.)   | 44       | Fabio Andolfi           | Simone Scattolin     | Škoda Fabia R5         | -                        | RC2 / WRC-2     | 4h38'11"1 | +54'30"9   | 6        |
| Junior WRC |          |                         |                      |                        |                          |                 |           |            |          |
| 1. (21.)   | 72       | Jan Solans              | Mauro Barreiro       | Ford Fiesta R2T        | Rally Team Spain         | RC4 / JWRC      | 4h02'36"2 |            | 37       |
| 2. (22.)   | 73       | Dennis Rådström         | Johan Johansson      | Ford Fiesta R2T        | -                        | RC4 / JWRC      | 4h02'51"1 | +14"9      | 24       |
| 3. (23.)   | 71       | Tom Kristensson         | Henrik Appelskog     | Ford Fiesta R2T        | -                        | RC4 / JWRC      | 4h06'03"4 | +3'27"2    | 15       |
| 4. (24.)   | 79       | Raul Badiu              | Gabriel Lazăr        | Ford Fiesta R2T        | -                        | RC4 / JWRC      | 4h07'13"7 | +4'37"5    | 12       |
| 5. (25.)   | 76       | Mārtiņš Sesks           | Krišjanis Caune      | Ford Fiesta R2T        | LMT Autosporta Akadēmija | RC4 / JWRC      | 4h08'11"1 | +4'37"5    | 10       |
| 6. (26.)   | 74       | Julius Tannert          | Jürgen Heigl         | Ford Fiesta R2T        | ADAC Sachsen             | RC4 / JWRC      | 4h09'18"0 | +6'41"8    | 8        |
| 7. (28.)   | 80       | Fabrizio Zaldivar       | Fernando Mussano     | Ford Fiesta R2T        | -                        | RC4 / JWRC      | 4h11'35"1 | +8'58"9    | 6        |
| 8. (30.)   | 78       | Enrico Oldrati          | Elia De Guio         | Ford Fiesta R2T        | -                        | RC4 / JWRC      | 4h20'20"8 | +17'44"6   | 4        |
| 9. (31.)   | 81       | Nico Knacker            | Anne Katharina Stein | Ford Fiesta R2T        | ADAC Weser-Ems           | RC4 / JWRC      | 4h22'30"1 | +19'53"9   | 2        |

| Principali ritiri | Principali ritiri | Principali ritiri | Principali ritiri | Principali ritiri | Principali ritiri    | Principali ritiri | Principali ritiri | Principali ritiri |
| PS                | Nº                | Pilota            | Copilota          | Auto              | Squadra              | Classe            | Causa             | Pos.              |
| ----------------- | ----------------- | ----------------- | ----------------- | ----------------- | -------------------- | ----------------- | ----------------- | ----------------- |
| PS 19             | 69                | Juho Hänninen     | Tomi Tuominen     | Toyota Yaris WRC  | Tommi Mäkinen Racing | WRC               | Ritiro volontario | 18º               |

Legenda
| Icona     | Note                                                                                 |
| --------- | ------------------------------------------------------------------------------------ |
| WRC       | Equipaggio di classe WRC che può conquistare punti per il campionato costruttori     |
| WRC       | Equipaggio di classe WRC che non può conquistare punti per il campionato costruttori |
| WRC-2 Pro | Equipaggio registrato al campionato WRC-2 Pro                                        |
| WRC-2     | Equipaggio registrato al campionato WRC-2                                            |
| JWRC      | Equipaggio registrato al campionato Junior WRC                                       |
|           | Ulteriori classificazioni                                                            |

### Prove speciali
| Frazione            | Prova | Ora   | Nome                                 | Lunghezza | Vincitori                        | Tempo   | Leader del rally                                         |
| ------------------- | ----- | ----- | ------------------------------------ | --------- | -------------------------------- | ------- | -------------------------------------------------------- |
| Frazione 1 (13 Giu) | PS1   | 17:00 | Ittiri Arena Show                    | 2,00 km   | Sébastien Ogier Julien Ingrassia | 2'00"7  | Sébastien Ogier Julien Ingrassia                         |
| Frazione 2 (14 Giu) | PS2   | 08:03 | Tula 1                               | 22,25 km  | Teemu Suninen Jarmo Lehtinen     | 18'45"0 | Teemu Suninen Jarmo Lehtinen                             |
| Frazione 2 (14 Giu) | PS3   | 09:20 | Castelsardo 1                        | 14,72 km  | Teemu Suninen Jarmo Lehtinen     | 11'05"4 | Teemu Suninen Jarmo Lehtinen                             |
| Frazione 2 (14 Giu) | PS4   | 10:09 | Tergu - Osilo 1                      | 14,14 km  | Ott Tänak Martin Järveoja        | 9'12"7  | Jari-Matti Latvala Miikka Anttila                        |
| Frazione 2 (14 Giu) | PS5   | 11:18 | Monte Baranta 1                      | 10,99 km  | Esapekka Lappi Janne Ferm        | 8'17"4  | Jari-Matti Latvala Miikka Anttila                        |
| Frazione 2 (14 Giu) | PS6   | 14:42 | Tula 2                               | 22,25 km  | Teemu Suninen Jarmo Lehtinen     | 18'24"9 | Ott Tänak Martin Järveoja e Dani Sordo Carlos del Barrio |
| Frazione 2 (14 Giu) | PS7   | 15:59 | Castelsardo 2                        | 14,72 km  | Thierry Neuville Nicolas Gilsoul | 10'52"8 | Ott Tänak Martin Järveoja e Dani Sordo Carlos del Barrio |
| Frazione 2 (14 Giu) | PS8   | 16:48 | Tergu - Osilo 2                      | 14,14 km  | Dani Sordo Carlos del Barrio     | 8'53"2  | Dani Sordo Carlos del Barrio                             |
| Frazione 2 (14 Giu) | PS9   | 17:57 | Monte Baranta 2                      | 10,99 km  | Andreas Mikkelsen Anders Jæger   | 7'58"4  | Dani Sordo Carlos del Barrio                             |
| Frazione 3 (15 Giu) | PS10  | 08:08 | Coiluna-Loelle 1                     | 14,97 km  | Ott Tänak Martin Järveoja        | 9'18"3  | Dani Sordo Carlos del Barrio                             |
| Frazione 3 (15 Giu) | PS11  | 09:11 | Monti di Alà 1                       | 28,21 km  | Ott Tänak Martin Järveoja        | 16'58"3 | Dani Sordo Carlos del Barrio                             |
| Frazione 3 (15 Giu) | PS12  | 10:03 | Monte Lerno 1                        | 28,03 km  | Ott Tänak Martin Järveoja        | 18'10"6 | Ott Tänak Martin Järveoja                                |
| Frazione 3 (15 Giu) | PS13  | 16:08 | Coiluna-Loelle 2                     | 14,97 km  | Ott Tänak Martin Järveoja        | 9'09"6  | Ott Tänak Martin Järveoja                                |
| Frazione 3 (15 Giu) | PS14  | 17:11 | Monti di Alà 2                       | 28,21 km  | Ott Tänak Martin Järveoja        | 16'31"8 | Ott Tänak Martin Järveoja                                |
| Frazione 3 (15 Giu) | PS15  | 18:03 | Monte Lerno 2                        | 28,03 km  | Ott Tänak Martin Järveoja        | 17'49"0 | Ott Tänak Martin Järveoja                                |
| Frazione 4 (16 Giu) | PS16  | 08:15 | Cala Flumini 1                       | 14,06 km  | Andreas Mikkelsen Anders Jæger   | 8'48"4  | Ott Tänak Martin Järveoja                                |
| Frazione 4 (16 Giu) | PS17  | 09:08 | Sassari - Argentiera 1               | 6,89 km   | Andreas Mikkelsen Anders Jæger   | 4'59"0  | Ott Tänak Martin Järveoja                                |
| Frazione 4 (16 Giu) | PS18  | 11:15 | Cala Flumini 2                       | 14,06 km  | Andreas Mikkelsen Anders Jæger   | 8'34"8  | Ott Tänak Martin Järveoja                                |
| Frazione 4 (16 Giu) | PS19  | 12:18 | Sassari - Argentiera 2 (power stage) | 6,89 km   | Andreas Mikkelsen Anders Jæger   | 4'54"0  | Dani Sordo Carlos del Barrio                             |

### Power stage
PS19: Sassari - Argentiera 2 di 6,89 km, disputatasi domenica 16 giugno 2019 alle ore 12:18 (UTC+2).
| Pos. | No. | Pilota             | Co-pilota        | Auto                  | Classe | Tempo  | Distacco | Punti |
| ---- | --- | ------------------ | ---------------- | --------------------- | ------ | ------ | -------- | ----- |
| 1    | 89  | Andreas Mikkelsen  | Anders Jæger     | Hyundai i20 Coupe WRC | WRC    | 4'54"0 |          | 5     |
| 2    | 1   | Sébastien Ogier    | Julien Ingrassia | Citroën C3 WRC        | WRC    | 4'56"1 | +2"1     | 4     |
| 3    | 11  | Thierry Neuville   | Nicolas Gilsoul  | Hyundai i20 Coupe WRC | WRC    | 4'58"1 | +4"1     | 3     |
| 4    | 10  | Jari-Matti Latvala | Miikka Anttila   | Toyota Yaris WRC      | WRC    | 4'58"7 | +4"7     | 2     |
| 5    | 33  | Elfyn Evans        | Scott Martin     | Ford Fiesta WRC       | WRC    | 5'00"8 | +6"8     | 1     |

## Classifiche mondiali
Classifica piloti
| Pos. | Pos. | Pilota                  | Punti |
| ---- | ---- | ----------------------- | ----- |
| 1    | 1    | Ott Tänak               | 150   |
| 2    | 1    | Sébastien Ogier         | 146   |
| 3    |      | Thierry Neuville        | 143   |
| 4    |      | Elfyn Evans             | 78    |
| 5    | 1    | Teemu Suninen           | 62    |
| 6    | 1    | Kris Meeke              | 60    |
| 7    | 2    | Andreas Mikkelsen       | 56    |
| 8    | 3    | Dani Sordo              | 52    |
| 9    | 1    | Esapekka Lappi          | 40    |
| 10   | 2    | Jari-Matti Latvala      | 40    |
| 11   | 4    | Sébastien Loeb          | 39    |
| 12   |      | Kalle Rovanperä         | 14    |
| 13   |      | Benito Guerra           | 8     |
| 14   |      | Gus Greensmith          | 6     |
| 15   |      | Marco Bulacia Wilkinson | 6     |
| 16   | 2    | Jan Kopecký             | 5     |
| 17   | 1    | Pontus Tidemand         | 4     |
| 18   | 1    | Yoann Bonato            | 4     |
| 19   |      | Mads Østberg            | 4     |
| 20   | 1    | Pierre-Louis Loubet     | 2     |
| 21   | 1    | Ole Christian Veiby     | 2     |
| 22   |      | Stéphane Sarrazin       | 2     |
| 23   |      | Emil Bergkvist          | 1     |
| 24   |      | Pedro Heller            | 1     |
| 25   |      | Adrien Fourmaux         | 1     |
| 26   |      | Janne Tuohino           | 1     |
| 26   |      | Ricardo Triviño         | 1     |

Classifica co-piloti
| Pos. | Pos. | Co-pilota              | Punti |
| ---- | ---- | ---------------------- | ----- |
| 1    | 1    | Martin Järveoja        | 150   |
| 2    | 1    | Julien Ingrassia       | 146   |
| 3    |      | Nicolas Gilsoul        | 143   |
| 4    |      | Scott Martin           | 78    |
| 5    |      | Sebastian Marshall     | 60    |
| 6    | 3    | Anders Jæger           | 56    |
| 7    | 4    | Carlos del Barrio      | 2     |
| 8    | 2    | Marko Salminen         | 44    |
| 9    | 1    | Janne Ferm             | 40    |
| 10   | 2    | Miikka Anttila         | 40    |
| 11   | 4    | Daniel Elena           | 39    |
| 12   | N    | Jarmo Lehtinen         | 18    |
| 13   | 1    | Jonne Halttunen        | 14    |
| 14   | 1    | Jaime Zapata           | 8     |
| 15   | 1    | Elliott Edmondson      | 6     |
| 16   | 1    | Fabian Cretu           | 6     |
| 17   | 1    | Pavel Dresler          | 5     |
| 18   | 2    | Ola Fløene             | 4     |
| 19   | 2    | Benjamin Boulloud      | 4     |
| 20   | 1    | Torstein Eriksen       | 4     |
| 21   |      | Vincent Landais        | 2     |
| 22   | 2    | Jonas Andersson        | 2     |
| 23   | 1    | Jacques-Julien Renucci | 2     |
| 24   | 1    | Marc Martí             | 2     |
| 25   | 1    | Patrik Barth           | 1     |
| 26   | 1    | Renaud Jamoul          | 1     |
| 27   | 1    | Mikko Markkula         | 1     |

Classifica costruttori WRC
| Pos. | Pos. | Squadra                 | Punti |
| ---- | ---- | ----------------------- | ----- |
| 1    |      | Hyundai Shell Mobis WRT | 242   |
| 2    |      | Toyota Gazoo Racing WRT | 198   |
| 3    |      | Citroën Total WRT       | 170   |
| 4    |      | M-Sport Ford WRT        | 152   |